# École de musique Carl Maria von Weber
L'École de musique Carl Maria von Weber (en allemand Hochschule für Musik Carl Maria von Weber Dresden) est un établissement d'État de formation professionnelle de niveau universitaire. Fondé le 1er février 1856 comme conservatoire privé, il a obtenu le statut d'école universitaire (Hochschule) à la fin de la Seconde Guerre mondiale. En 2015, son effectif est d'environ 600 étudiants. Il a été dirigé par Judith Schinker de septembre 2015 à sa démission en mars 2018.

## Cursus et instituts
Les cours offerts par le conservatoire sont la musique d'orchestre, chant, piano, chef d'orchestre/répétiteur, composition musicale-théorie de la musique, jazz/rock/pop, pédagogie de la pratique instrumentale et du chant, ainsi que la musique scolaire. Les cours de spécialisations comprennent la musique ancienne, l'enseignement musical rythmique et la  musique de chambre. Le conservatoire supérieur de musique de Dresde est autorisé à délivrer le doctorat en  musicologie, en éducation musicale et en théorie de la musique.
Un effort particulier est porté dans le conservatoire sur la formation orchestrale, qui est réalisée en incorporant de nombreux musiciens des deux grands orchestres de Dresde, ainsi que sur la classe des opéras avec la mise en scène complète de deux œuvres chaque année. Le pôle jazz/rock/pop a été créé en automne 2012 et est le plus ancien de son espèce en Allemagne.
Les départements de recherche comprennent l'institut pour la science musicale, l'institut pour l'enseignement et l'apprentissage de la musique, le centre de la théorie de la musique, et l'institut de médecine musicale, avec un studio de recherche sur la voix. Le conservatoire possède aussi un studio de musique électronique et un institut de la nouvelle musique. Le Dresdner Kammerchor (de) est rattaché au conservatoire, et le Heinrich-Schütz-Archiv (de) est rattaché à l'institut de science musicale.
Les représentations données par les étudiants ont lieu pour la plupart dans le bâtiment central du conservatoire au

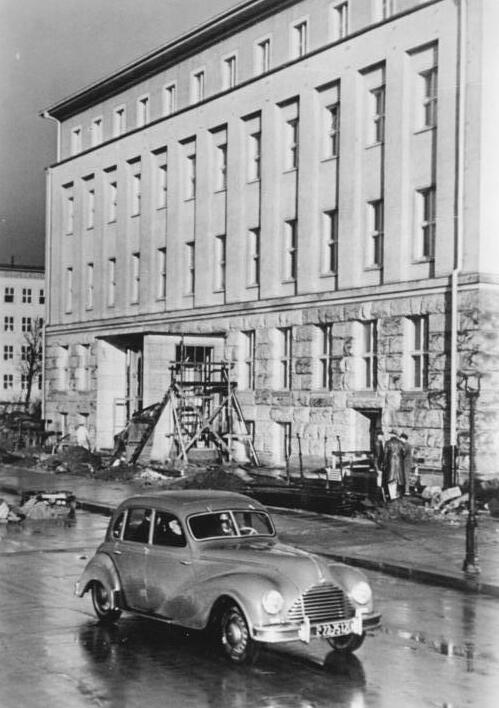
La Hochschule für Musik en 1952.

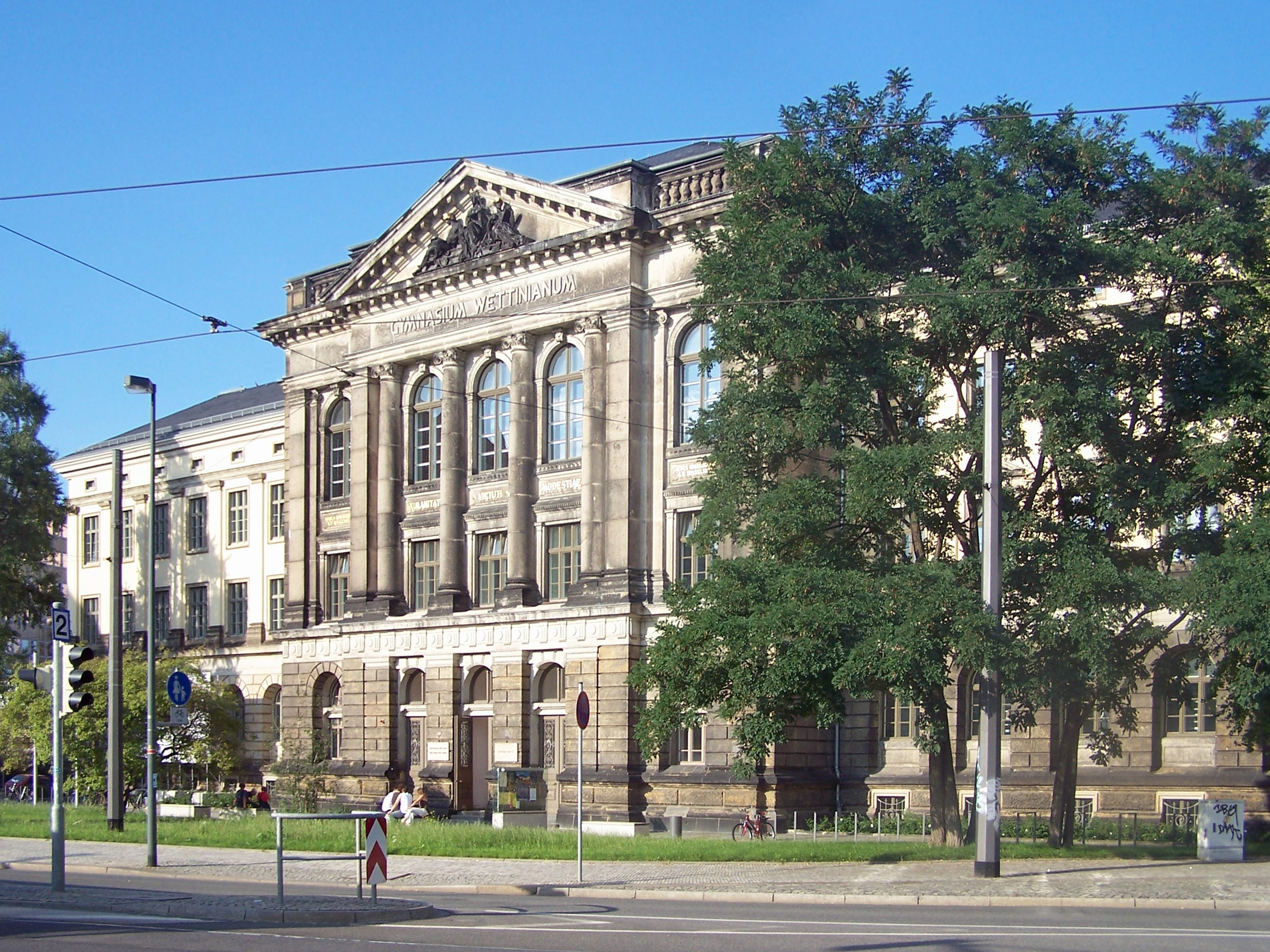
Bâtiment principal : Wettiner Gymnasium.

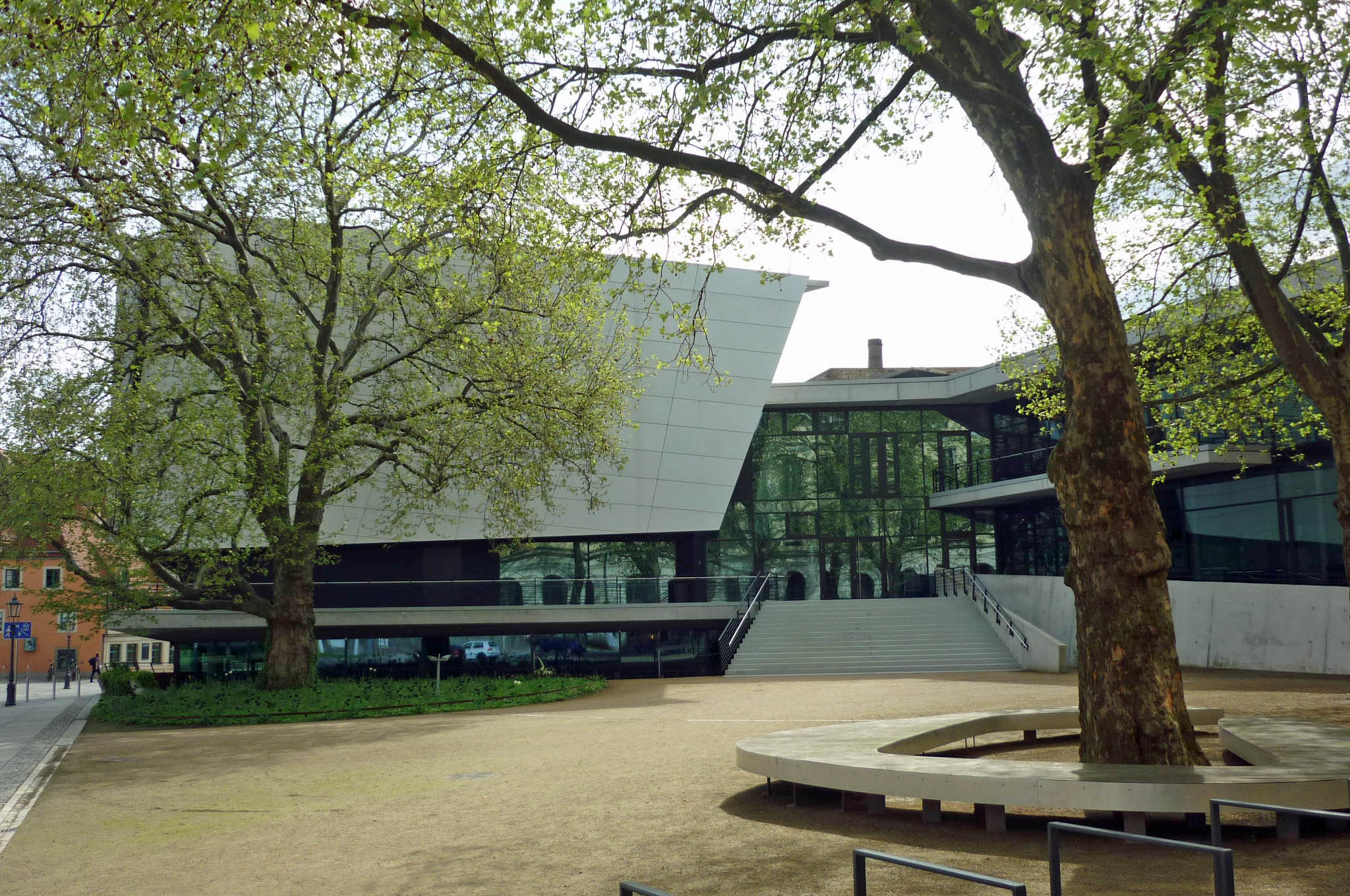
Nouvelle salle de concerts.

Wettiner Platz (de) où le conservatoire possède une petite salle (le Kleine Saal) et, depuis octobre 2008, dans la nouvelle salle de concert de 450 places. La classe d'opéra utilise, en commun avec le Staatsschauspiel Dresden, une scène spécialement équipée pour le théâtre musical et située dans la  Dresdner Neustadt. Le conservatoire donne aussi régulièrement des représentations dans d'autres lieux de la ville, par exemple à la Semperoper, au château d'Albrechtsberg et au Palais Marcolini.

## Directeurs successifs
- 1952–1963 : Karl Laux
- 1963–1968 : Hans-Georg Uszkoreit
- 1968–1980 : Siegfried Köhler
- 1980–1984 : Max Gerd Schönfelder
- 1984–1990 : Dieter Jahn
- 1990–1991 : Monika Raithel
- 1991–2003 : Wilfried Krätzschmar
- 2003–2010 : Stefan Gies
- 2010–2015 : Ekkehard Klemm
- depuis 2015 : Judith Schinker

## Enseignants renommés
Parmi les enseignants, il y a notamment : 
- Mark Andre
- Olaf Bär
- Till Brönner
- John Holloway
- Ludger Rémy
- Peter Rösel
- Günter Sommer
- Jörg-Peter Weigle

## Anciens élèves
- Sandra Mo & Jan Gregor
- Ike Moriz
- Dina Straat